# 소노라주

소노라 주

소노라주(스페인어: Sonora)는 멕시코 북서부에 위치한 주로 주도는 에르모시요이며 면적은 179,355km2, 인구는 2,755,258명(2012년 기준), 인구 밀도는 15명/km2이다. 1824년 1월 10일에 신설되었으며 72개 지방 자치체를 관할한다. 동쪽으로는 치와와주, 북서쪽으로는 바하칼리포르니아주, 남쪽으로는 시날로아주, 서쪽으로는 칼리포르니아만, 북쪽으로는 미국 애리조나주, 뉴멕시코주와 접한다.

주기
주 문장

## 인구
| 연도 | 인구      | ±%     |
| ---- | --------- | ------ |
| 1895 | 192,721   | —      |
| 1900 | 221,682   | +15.0% |
| 1910 | 265,383   | +19.7% |
| 1921 | 275,127   | +3.7%  |
| 1930 | 316,271   | +15.0% |
| 1940 | 364,176   | +15.1% |
| 1950 | 510,607   | +40.2% |
| 1960 | 783,378   | +53.4% |
| 1970 | 1,098,720 | +40.3% |
| 1980 | 1,513,731 | +37.8% |
| 1990 | 1,823,606 | +20.5% |
| 1995 | 2,085,536 | +14.4% |
| 2000 | 2,216,969 | +6.3%  |
| 2005 | 2,394,861 | +8.0%  |
| 2010 | 2,662,480 | +11.2% |
| 2015 | 2,850,330 | +7.1%  |
| 2020 | 2,944,840 | +3.3%  |

## 같이 보기
- 메소아메리카